# Katedra Świętego Franciszka Ksawerego w Grodnie
Katedra Świętego Franciszka Ksawerego (biał. Кафедральны касцёл Святога Францішка Ксаверыя) – pierwotnie kościół jezuitów, od 1782 kościół farny, od 1991 katedra diecezji grodzieńskiej w Grodnie.

## Budowa i późniejsze losy
Fundatorem pierwszego kościoła dla Jezuitów, który miał powstać w miejscu Fary Witoldowej, był król Stefan Batory, który u schyłku swego życia czynił starania by sprowadzić jezuitów do Grodna. Stosowny zapis znalazł się w testamencie monarchy sporządzonym w Niepołomicach w 1585:

„z pieniędzy na wykupno jeńców zostanie 30.000 złp., z tych 10.000 złp. oddaię na budowę kościoła i kollegium grodzieńskiego... Dobra moje przeznaczone na użytek i erekcję kollegium grodzieńskiego .. na wieczne czasy przysądzamy y leguiemy.”

Po wybudowaniu świątynia miała być miejscem spoczynku władcy, ale król zmarł w 1586, gdy mury były wzniesione tylko do połowy. Wieś Kundzin, nadana przez Batorego, została przeznaczona na uposażenie nowicjatu w Wilnie, a kościół, zwany później Farą Witoldową (z uwagi na wcześniejszą fundację książęcą) i ukończony w 1587 roku, oddano w użytkowanie parafii farnej pw. Wniebowzięcia NMP, a place wydzierżawiono. Inicjatywę budowy siedziby dla Jezuitów podjął na nowo w 1621 starosta grodzieński Stanisław Kossobudzki, który zapisał zakonowi wieś Sucha Balla. W związku z tym w 1622 zakupiono w Grodnie dom misyjny, w którym zamieszkali pierwsi Jezuici.
Budowę zabudowań jezuickich podjęto w 1647 roku pod koniec panowania króla Władysława IV i w 1650 roku otworzono kolegium ze szkołą, jednak dalszą budowę przerwano w 1654 po wybuchu wojny polsko-rosyjskiej. Pierwszy kościół pw. śś. Piotra i Pawła zbudowano około 1654 z fundacji proboszcza Franciszka Dołmat-Isajkowskiego. W listopadzie 1654 do Grodna przyjechał król Jan Kazimierz, aby w obliczu zagrożenia ze strony wojsk rosyjskich ciągnących na zachód, pogodzić zwaśnionych hetmanów Janusza Radziwiłła i Wincentego Gosiewskiego. Król modlił się w kościele jezuitów. Obrona Grodna jednak nie powiodła się i wojska moskiewskie zajęły miasto, które opuściły w 1659.

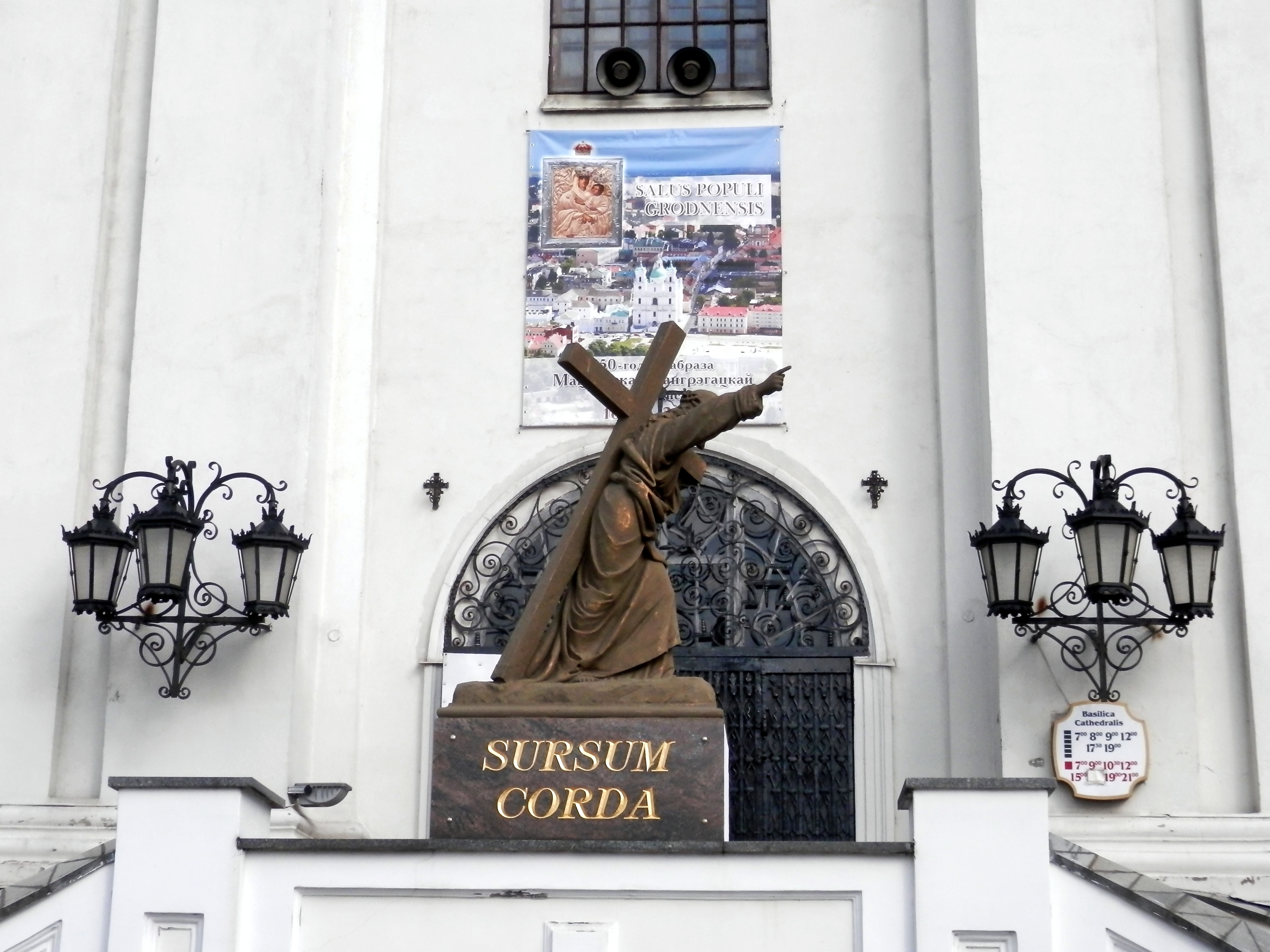
Figura Chrystusa przed wejściem

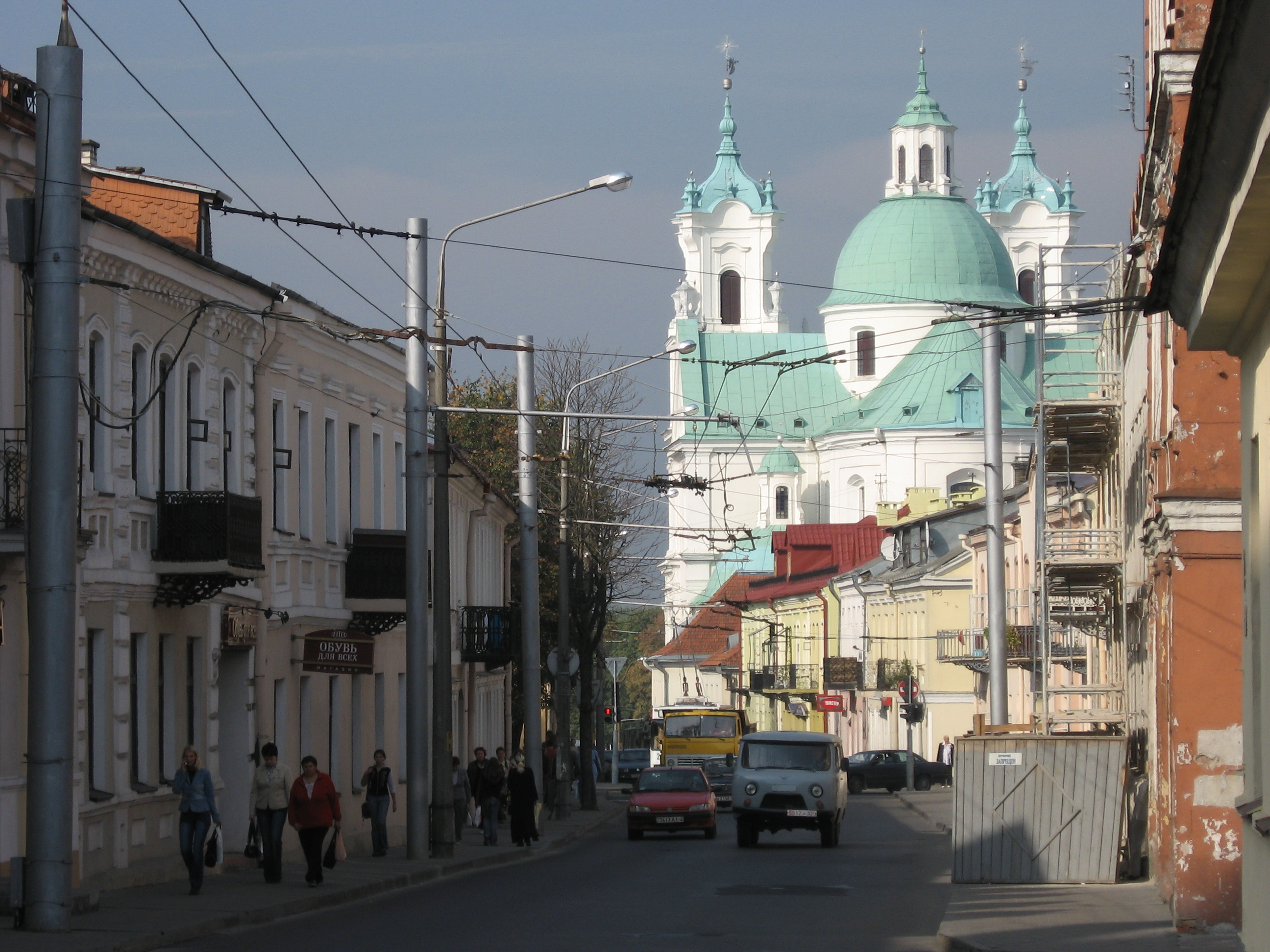
Katedra na tle zabudowy miejskiej

W 1660 jezuici powrócili do swojej rezydencji wznawiając po 1662 budowę murowanego kościoła pw. śś. Piotra i Pawła (po 1700 roku zamieniono go na szkołę). W 1664 zakon otrzymał w darze cudowny obraz Matki Boskiej przywieziony z Rzymu przez księcia Albrychta Radziwiłła. Obraz ten, namalowany w stylu wczesnego baroku, został umieszczony w ołtarzu kongregacyjnym studentów i od tego momentu zaczęto nazywać go „Matką Boską Studencką”.
W 1674 roku rozpoczęto kopanie fundamentów pod obecny kościół św. Franciszka Ksawerego, a w 1675 roku biskup wileński Mikołaj Słupski poświęcił kamień węgielny. W 1691 roku przykryto dachem prezbiterium. 26 grudnia 1699 powracający do Saksonii król August II Mocny zatrzymał się w Grodnie i zwiedzał kościół i kolegium jezuickie.
W listopadzie 1705 król był jeszcze raz w Grodnie uczestnicząc w tzw. radzie grodzieńskiej. Razem z carem Piotrem I wziął udział w poświęceniu kościoła jezuickiego przez biskupa chełmińskiego Teodora Potockiego (obecny kształt świątynia uzyskała w latach 1678–1705). Trwająca wojna ze Szwecją nie przeszkodziła jezuitom w wyposażeniu kościoła. W 1707 rzeźbiarz z Królewca Christoph Pöcher wykonał projekt ołtarza głównego i ołtarzy bocznych. Sześć z nich wykonano w Wilnie i Królewcu i przywieziono do Grodna w latach 1709 і 1715. W 1716 dostarczono dalsze cztery. W 1708 z dachów zdjęto nietrwałe dachówki i położono blachę pomalowaną na czerwono. W 1729 roku w kościele rozpoczęto obrady sejmu.
W latach 1736–1737 Jan Szmitt z Reszla zbudował i ustawił w kościele ołtarz główny, który sfinansował kasztelan mścisławski Samuel Łazowy z małżonką Konstancją. W latach 1750–1752 nadbudowano wieże o jedno piętro i ozdobiono na nowo wnętrze; zbudowano ambonę i wykonano 14 fresków przedstawiających sceny z życia patrona kościoła, św. Franciszka Ksawerego. W 1761 gdański złotnik Chrystian van Hausen wykonał srebrne ramy dla obrazu Matki Boskiej Studenckiej. W 1765 ukończona została kopuła na skrzyżowaniu naw i prawdopodobnie hełmy wież. W 1768 w niszach fasady ustawiono figury św. Franciszka Ksawerego, św. Piotra i św. Pawła, które wykonał Georgius Gis.
W listopadzie 1774 jezuitom ogłoszono brewe kasacyjne Dominus ac Redemptor wydane przez papieża Klemensa XIV. W 1782 ich kościół stał się kościołem farnym. Kościół i zabudowania klasztorne przejęła Komisja Edukacji Narodowej. W 1782 przeniesiono do kościoła św. Franciszka Ksawerego odprawianie nabożeństw parafialnych z fary Witoldowej, uszkodzonej w wyniku pożaru; od tej kościół św. Franciszka Ksawerego stał się kościołem farnym.
W latach 1960–1988 kapłani nie mogli odprawiać mszy w kościele. Pomimo to w każdą niedzielę i w święta wierni gromadzili się wokół ołtarza, zapalali świece, modlili się, śpiewali pieśni religijne i urządzali procesje.
W 1988 na skutek starań ks. Tadeusza Kondrusiewicza zostało wznowione normalne życie parafialne. 25 lipca 1989 ks. Kondrusiewicz otrzymał sakrę biskupią i został ogłoszony administratorem apostolskim Kościoła na Białorusi. 8 października 1989 odbył się jego ingres do kościoła św. Franciszka Ksawerego – pierwszy ingres biskupa w historii tej świątyni.
15 grudnia 1990 papież Jan Paweł II nadał kościołowi tytuł bazyliki mniejszej a 13 kwietnia 1991 erygował diecezję grodzieńską podnosząc jednocześnie kościół do rangi katedry.
28 sierpnia 2005, w 300-lecie konsekracji bazyliki katedralnej, odbyła się uroczystość koronacji koronami papieskimi obrazu Matki Bożej Kongregackiej (Studenckiej). Obraz ten, będący kopią obrazu Matki Bożej Śnieżnej z rzymskiej bazyliki Sancta Maria Maggiore, jest otaczany czcią wiernych od II poł. XVII w.
W lecie 2006 w ołtarzu wybuchł pożar. Przyczyną była niesprawna instalacja elektryczna.
Całkowitemu zniszczeniu uległy dwie figury.
W ostatnich latach kościół został objęty projektem rewaloryzacyjnym, realizowanym w ramach Programu Ministra Kultury i Dziedzictwa Narodowego „Dziedzictwo Kulturowe”, finansowanym ze środków ministerialnych, które pochodzą bezpośrednio z budżetu Państwa Polskiego.
Na wieży kościoła znajduje się bardzo rzadki zegar wahadłowy z lat 80. XVII wieku przeniesiony na wieżę w 1725 roku. Jedyny inny tak stary zegar tego typu znajduje się w Muzeum Nauki w Londynie.

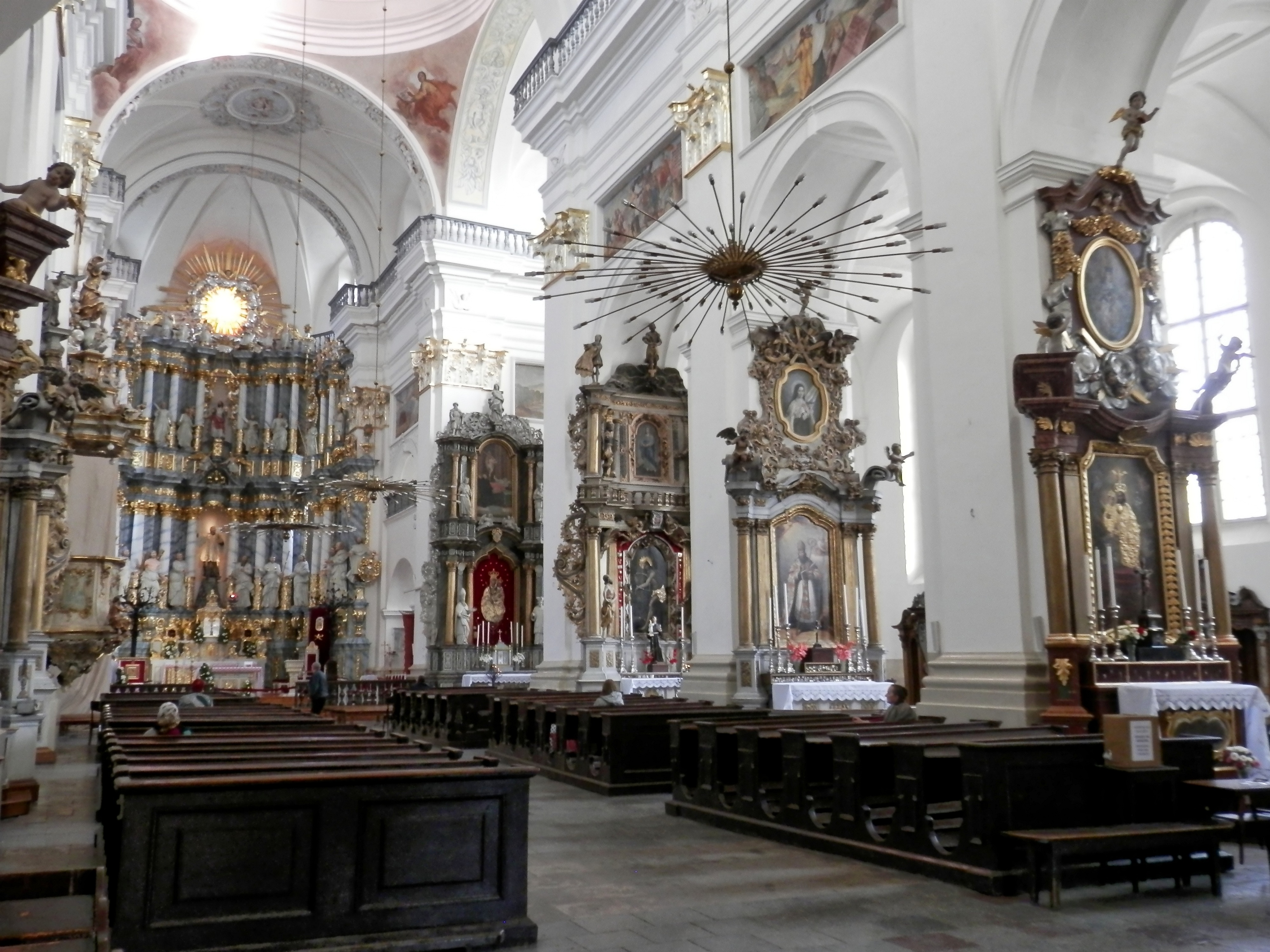
Ołtarze katedry grodzieńskiej

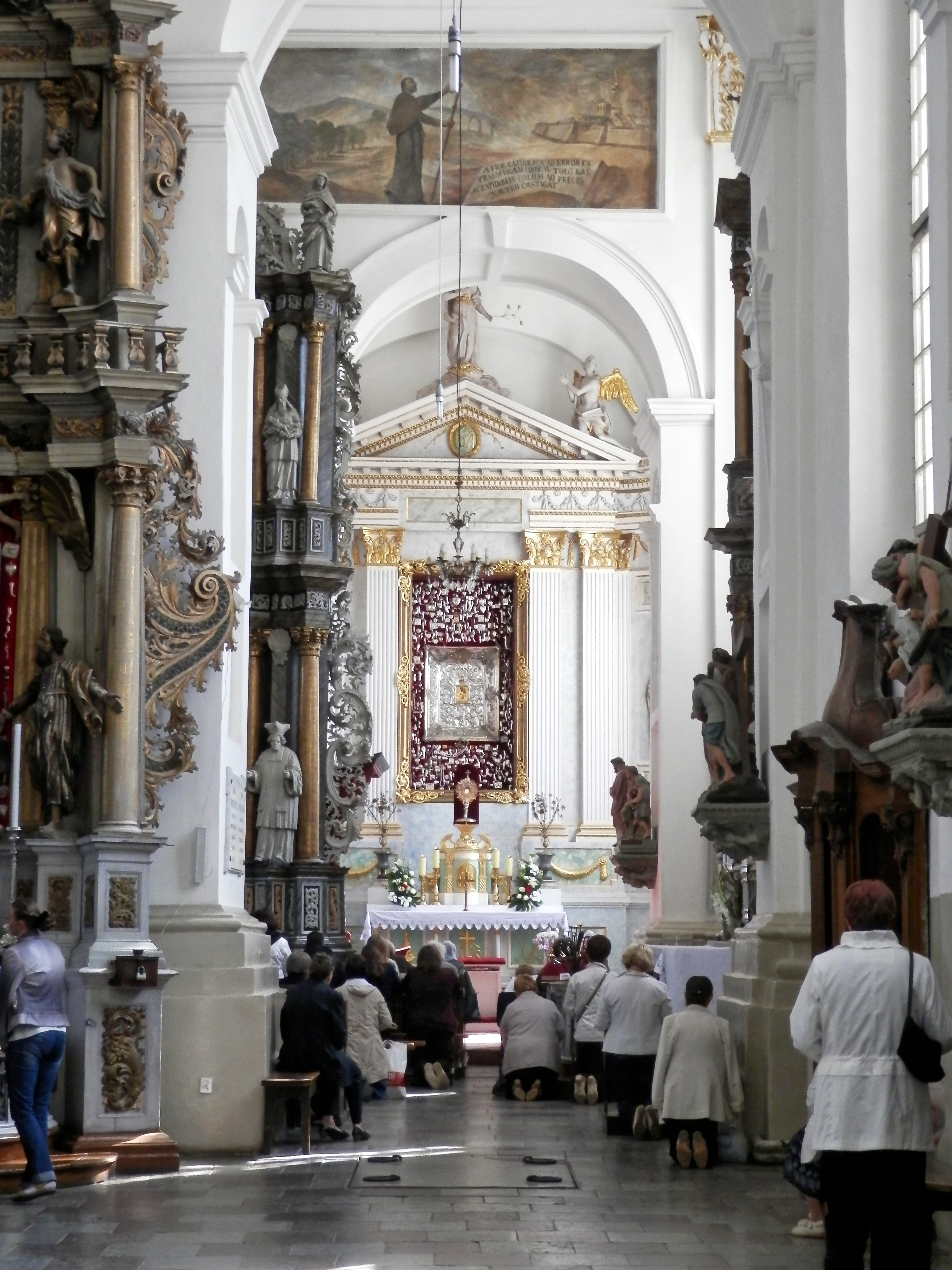
Przed ikoną MB Kongregackiej

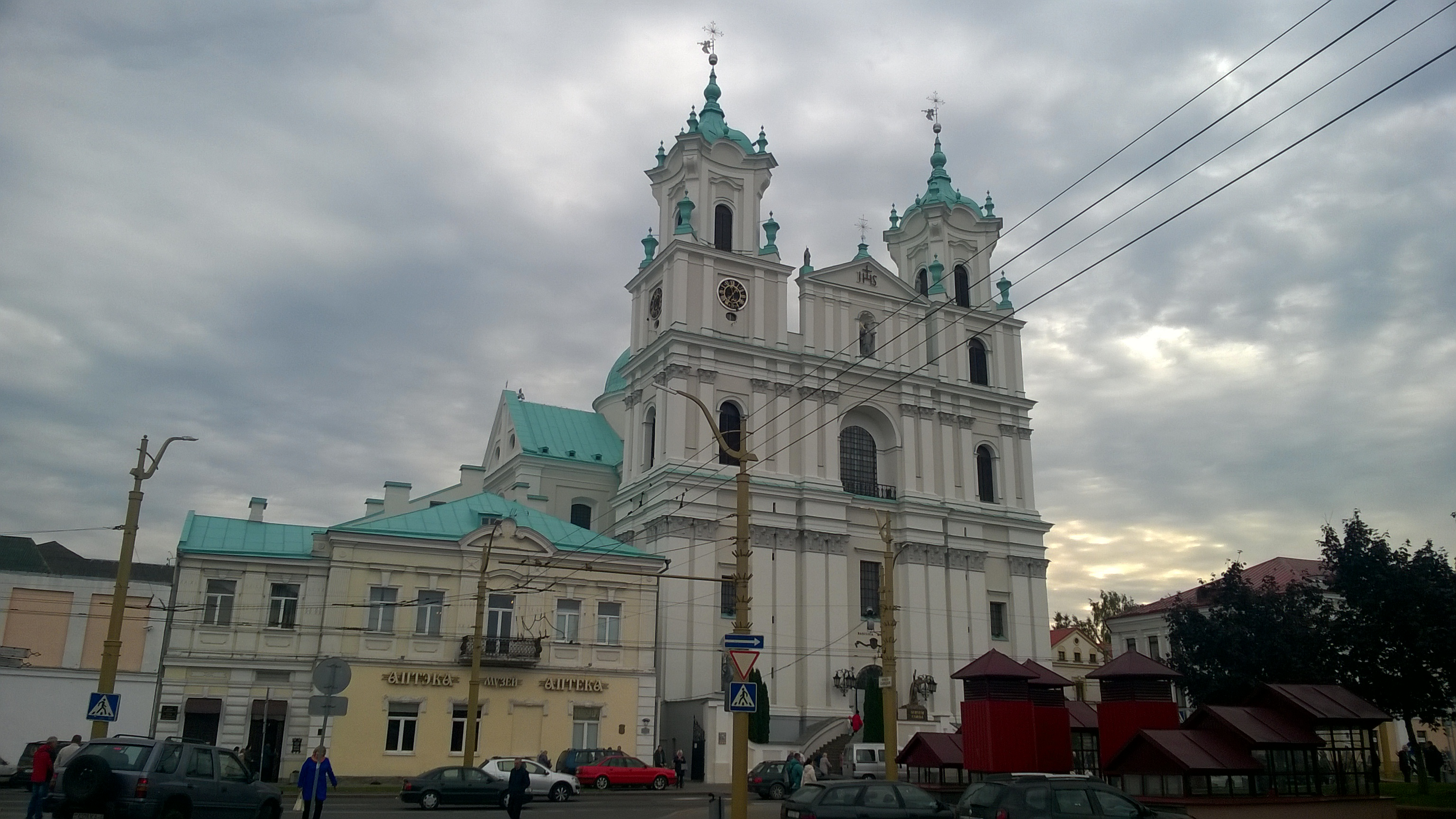
Widok z placu

## Architektura świątyni
Katedra św. Franciszka Ksawerego jest jedną z największych barokowych świątyń na terenach dawnej Rzeczypospolitej: ma 60 metrów długości i 30 metrów szerokości, wysokość do zakończenia kopuły wynosi około 45 metrów. Został zbudowany jako trzynawowa bazylika z kopułą na przecięciu nawy głównej i transeptu. Kopuła ma średnicę 13 metrów, a transept 33 metry. Płaską fasadę wieńczą dwie wieże w stylu baroku wileńskiego zwieńczone hełmami. Pomiędzy wieżami znajduje się szczyt zakończony tympanonem. Wieże mają wysokość ponad 55 metrów (według innych danych, mniej wiarygodnych, 65 metrów).
Prezbiterium jest węższe od nawy głównej i oddzielone od niej zgrupowanymi pilastrami o kapitelach korynckich.
W prezbiterium znajduje się okazały barokowy ołtarz główny z lat 1737–1760, w którym są rzeźby dłuta Jana Chrystiana Schmidta z warmińskiego Reszla. Ołtarz jest dwukondygnacyjny. Ma wysokość 21 metrów, jest jednym z najwyższych ołtarzy barokowych w Europie. Każdą kondygnację wypełnia rząd kolumn, pomiędzy którymi ustawione są posągi świętych i apostołów, łącznie 50 rzeźb. Pośrodku drugiej kondygnacji znajduje się figura Chrystusa. Na wierzchołku ołtarza umieszczono figury jego fundatorki, kasztelanowej mścisławskiej Konstancji z Jundziłłów Łazowej i aniołów. Całość wieńczy umieszczona centralnie promienista gloria. Ołtarz i zdobiące go rzeźby wykonane są z drewna.
Boczne ołtarze, sprowadzone z Królewca, przedstawiają św. Stanisława (z lewej strony) i św. Kazimierza (z prawej). Łącznie wnętrze zdobi 13 ołtarzy.
Przy filarze prawej części transeptu znajduje się pomnik Antoniego Tyzenhauza, dłuta rzeźbiarza lwowskiego Tomasza Dykasa (zm. 1910). Pomnik przedstawia naturalnych rozmiarów postać kobiecą ze złoconego brązu siedzącą na stopniach z szarego marmuru i składającą dwa liście palmowe. Pośrodku pomnika znajduje się medalion brązowy z reliefem Tyzenhausa, a pod nim tablica z napisem:

„ANTONI HR. TYZENHAUS, STAROSTA GRODZIEŃSKI, PODSKARBI W. KS. L., UR. 1733 – 1785. MARJA Z HR. TYZENHAUSÓW ALEKSANDROWA HR PRZEŹDZIECKA, SPEŁNIAJĄC WOLĘ OJCA I BRATA, POMNIK TEN WZNIOSŁA.